# 1305
1305 (MCCCV) a fost un an obișnuit al calendarului iulian, care a început într-o zi de duminică.

## Evenimente
- 2 aprilie: După moartea Ioanei I de Navara, tronul Regatului Navarrei este ocupat de Ludovic I, moștenitor al tronului Franței.
- 5 aprilie: Asasinarea lui Roger de Flor, conducătorul Companiei catalane din Bizanț și a altor 130 de membri ai Companiei la Adrianopol conduce la revolta catalanilor împotriva Imperiului bizantin.
- 19 mai: Tratatul de la Elche. Încheiat între Castilia și Aragon.
- 5 iunie: Noul papă, Clement al V-lea, ales la presiunea regelui Filip al IV-lea al Franței, se stabilește la Avignon.
- 23 iunie: Tratatul de la Athis-Mons. Orașele Lille, Douai și Béthune trec în domeniul regal.
- 24 iulie: Oldjaïtou, hanul ilhanid din Persia, începe construirea unei noi capitale, la Sultanyeh.
- 5 august: William Wallace, conducătorul rebelilor scoțieni, este capturat de englezi.
- 8 august: Regele Vaclav al III-lea al Boemiei și Poloniei cedează Pomerania și orașul Gdansk margrafilor de Brandenburg, pentru a primi în schimb provincia Meissen.

### Nedatate
- septembrie: Nouă răscoală antiengleză în Scoția, condusă de Robert Bruce.
- Ladislau I "Lokietek", duce de Kujawia, ocupă Cracovia.
- Puternică secetă pe teritoriul Franței.
- Regele Filip al IV-lea al Franței "cel Frumos" îi acuză pe cavalerii templieri de erezie.

## Arte, științe, literatură și filosofie
- Se construiește moscheea Alhambra, la Granada.

## Nașteri
- 29 septembrie: Henric al XIV-lea, duce de Bavaria (d. 1339).

### Nedatate
- iulie: Petru al II-lea, viitor rege al Siciliei (d. 1342).
- Ibn al'Shatir, filosof arab (d. 1357).

## Decese
- 2 aprilie: Ioana I, regină a Navarei (n. 1271)
- 5 aprilie: Roger de Flor, conducător al Companiei catalane (n. ?)
- 21 iunie: Vaclav al II-lea, rege al Boemiei și Poloniei (n. 1271)
- 23 august: William Wallace, conducătorul răscoalei scoțiene (n. 1272/1273)

- 18 noiembrie: Ioan al II-lea, 65 ani, duce de Bretania (n. 1239)

### Nedatate
- ianuarie: Ioan I, marchiz de Montferrat (n. ?)
- Jean de Meung, 64 ani, traducător și poet francez (n. 1240)
- Maxim, mitropolit al tuturor rușilor (n. ?)
- Qian Xuan, 69 ani, poet chinez (n. 1235)
- Roger de Lauria, 59 ani, amiral italian, în slujba Aragonului (n. 1245)

## Înscăunări
- 5 iunie: Clement al V-lea (n. Bertrand de Got), papă (fost arhiepiscop de Bordeaux, ca Bertrand de Got), (1305-1314)
- 18 noiembrie: Arthur al II-lea, duce de Bretania (1305-1312)
- Muhammad ibn Gao (dinastia Keita), rege al Mali (1305-1310)